# 宮澤紗希
宮澤 紗希（みやざわ さき、2002年1月26日 - ）は、日本将棋連盟所属の女流棋士。女流棋士番号は84。神奈川県横浜市出身。戸辺誠七段門下。2023年12月時点で中央大学（法学部4年）在学。2024年3月卒業。

## 棋歴

### 女流棋士になるまで
2020年3月末の時点で研修会（B1クラス在籍）を退会するも、2022年11月に同じ研修会に再入会（C1クラス）。
翌2023年3月にB2クラスへ昇級、同年6月に規定対局数に到達して女流2級の資格を得た。本人から女流棋士資格申請書が提出され、2023年7月1日付で女流棋士（女流2級）となった。

### 女流棋士になってから
2024年1月25日、第46期女流王将戦で本戦入りを果たし、女流1級に昇級した。
2025年3月4日、第52期女流名人戦予選ブロック決勝で磯谷祐維女流初段に勝利、初の「女流名人リーグ入り」を決めて昇段規定により女流初段に昇段した。

## 棋風
- 得意戦法は居飛車。

## 人物
- 趣味はボードゲーム。
- 幼稚園年長の時に父に教わったのをきっかけに将棋を始めた。
- 東京・広尾学園高等学校卒業[3]。
- 中央大学では棋道会将棋部に所属。部の後輩に内山あやがいる[3]。
- 自身が小学生の頃に「女王」のタイトル保持者であった、上田初美女流四段が憧れであり、目標の存在としている。当時、上田にサインしてもらった駒入れを大切にしているという[3]。

## 昇段・昇級履歴
研修会員
- 2011年12月00日 - 関東研修会 入会（F2クラス）[8][9]
- 2018年05月27日 - B2クラス昇級（女流2級の資格）[10]
- 2018年08月12日 -  B1クラス昇級[11]
- 2020年03月31日 -  関東研修会 退会（B1クラス、女流2級の資格不行使）[8]
- 2022年11月00日 - 関東研修会 再入会（C1クラス）[4]
- 2023年03月12日 - B2クラス昇級[4]
- 2023年05月14日 - B1クラス昇級[4]
- 2023年06月25日 - 再入会時からの通算対局数が50局に到達（女流2級の資格）[4][注釈 1]

女流棋士
- 2023年07月01日 - 女流2級（プロ入り）[1]
- 2024年01月25日 - 女流1級（女流王将戦本戦入り、女流通算9勝5敗）[5][13]
- 2025年03月04日 - 女流初段（女流名人戦リーグ入り、女流通算32勝15敗）[6][14]

## 主な成績

### 女流棋戦別成績
| 女流タイトル戦          |                                                                            |
| - 白玲戦・女流順位戦    | - 0第5期 D級11位／ 過去最高：D級5勝3敗（順位33位、第4期、#在籍クラス参照） |
| - 清麗戦                | - 0第7期 予選敗退 ／ 過去最高：予選1勝・再挑戦2勝（第7期）                 |
| - マイナビ女子オープン0 | - 第18期 本戦敗退 ／ 過去最高：本戦（0勝、第18期）                         |
| - 女流王座戦            | - 第15期 二次予選進出（一次予選2勝） ／ 過去最高：本戦（0勝、第14期）      |
| - 女流名人戦            | - 第52期 リーグ入り・進行中 ／ 過去最高：リーグ進行中（第52期）            |
| - 女流王位戦            | - 第36期 予選敗退（1勝） ／ 過去最高：予選（1勝、第35期・第36期 ）         |
| - 女流王将戦            | - 第47期 本戦進出・進行中 ／ 過去最高：本戦（1勝、第46期）                 |
| - 倉敷藤花戦            | - 第33期 敗退（0勝） ／ 過去最高：1回戦（0勝、第32期・第33期）             |

### 在籍クラス
| 2024 | 4 |  |  |  |  | D33 | 5-3 |
| 2025 | 5 |  |  |  |  | D11 |     |
| 女流順位戦の 枠表記 は挑戦者。右欄の数字は勝-敗(番勝負/PO含まず)。 順位戦の右数字はクラス内順位 ( x当期降級点 / *累積降級点 / +降級点消去 ) |   |  |  |  |  |     |     |

### 年度別成績
| 年度         | 対局数 | 勝数 | 負数 | 勝率   | (出典) | 女流通算成績 | 女流通算成績 | 女流通算成績 | 女流通算成績 | 女流通算成績 |
| ------------ | ------ | ---- | ---- | ------ | ------ | ------------ | ------------ | ------------ | ------------ | ------------ |
| 2023年度     | 16     | 9    | 7    | 0.5625 | [ 15 ] | 対局数       | 勝数         | 負数         | 勝率         | (出典)       |
| 2024年度     | 34     | 23   | 11   | 0.6764 | [ 16 ] | 50           | 32           | 18           | 0.6400       | [ 17 ]       |
| 通算         | 50     | 32   | 18   | 0.6400 | [ 17 ] |              |              |              |              |              |
| 2024年度まで |        |      |      |        |        |              |              |              |              |              |

### アマチュア時代の戦績
女流公式棋戦
| - 2015年08月01日 ● 第9期マイナビ女子オープン 予選（対 伊奈川愛菓戦） - 2017年05月20日 ○ 第7期女流王座戦 一次予選（対 相川春香戦） - 2017年05月20日 ○ 第7期女流王座戦 一次予選（対 宮宗紫野戦） - 2017年06月27日 ● 第7期女流王座戦 二次予選（対 千葉涼子戦） - 2017年07月22日 ● 第11期マイナビ女子オープン 予選（対 飯野愛戦） - 2018年07月07日 ● 第12期マイナビ女子オープン 予選（対 宮宗紫野戦） - 2018年11月30日 ○ 第41期女流王将戦 予選（対 島井咲緒里戦） - 2018年11月30日 ○ 第41期女流王将戦 予選（対 カロリーナ・ステチェンスカ戦） - 2018年11月30日 ○ 第41期女流王将戦 予選（対 千葉涼子戦） - 2019年05月11日 ● 第9期女流王座戦 一次予選（対 藤田綾戦） - 2019年06月15日 ● 第41期女流王将戦 本戦（対 甲斐智美戦） - 2019年06月15日 ● 第5回YAMADA女流チャレンジ杯（対 頼本奈菜戦） - 2020年01月29日 ○ 第42期女流王将戦 予選（対 北尾まどか戦） - 2020年01月29日 ● 第42期女流王将戦 予選（対 香川愛生戦） - 2020年09月26日 ○ 第14期マイナビ女子オープン 予選（対 山田久美戦） - 2020年09月26日 ○ 第14期マイナビ女子オープン 予選（対 里見咲紀戦） - 2020年09月26日 ○ 第14期マイナビ女子オープン 予選（対 中井広恵戦） - 2020年10月23日 ● 第14期マイナビ女子オープン 本戦（対 伊藤沙恵戦） - 2021年03月10日 ● 第29期大山名人杯倉敷藤花戦（対 内山あや戦） - 2021年06月26日 ● 第15期マイナビ女子オープン 予選（対 大島綾華戦） - 2023年05月13日 ○ 第13期女流王座戦 一次予選（対 相川春香戦） - 2023年05月13日 ○ 第13期女流王座戦 一次予選（対 山根ことみ戦） - 2023年06月14日 ● 第13期女流王座戦 二次予選（対 武富礼衣戦） |

アマチュア棋戦
| - 第5回小学生駒姫名人戦(2012年) 3位 - 第37回全国中学生選抜将棋選手権大会(2016年度) 女子の部優勝 - 第48期女流アマ名人戦(2016年度) 名人戦クラス3位 - 第13回YAMADAこども将棋大会(2017年冬) 中学生の部準優勝 - 第53回全国高等学校将棋選手権大会(2017年度) 女子個人準優勝 - 第22回全国高等学校将棋女子選抜大会(2018年3月) 準優勝 - 第54回全国高等学校将棋選手権大会(2018年度) 女子個人優勝 - 第55回全国高等学校将棋選手権大会(2019年度) 女子個人優勝 - 第12回女子アマ王位戦・東京大会(2019年度) 優勝 - 第12回女子アマ王位戦・全国大会(2019年度) 3位 - 第41回学生女流名人戦(2020年度) 3位 - 第42回学生女流名人戦(2021年度) 準優勝 - 第53期女流アマ名人戦(2021年度) 名人戦クラス3位 - 第43回学生女流名人戦(2022年度) 優勝 - 第37回全国オール学生将棋選手権戦(2023年1月) 個人戦ベスト8 |